# 3209 Buchwald
För andra betydelser, se Buchwald.
3209 Buchwald eller 1982 BL1 är en asteroid i huvudbältet som upptäcktes den 24 januari 1982 av den amerikanske astronomen Edward L.G. Bowell vid Anderson Mesa Station. Den är uppkallad efter Vagn Fabritius Buchwald.
Asteroiden har en diameter på ungefär 5 kilometer.